# Getting Things Done
Getting Things Done (subtitulat The Art of Stress-Free Productivity) és un llibre publicat per David Allen a finals del 2001, i el seu títol (abreujat GTD) també és el nom de la metodologia de productivitat personal que l'autor hi inventa i formula. Des de principis de la dècada del 2000, el GTD s'ha anat imposant com un dels mètodes més eficaços d'organització personal, en gran part degut al fet que els seus principis estan recolzats per la disciplina de la neurociència, tal com demostra un assaig publicat l'any 2008 pels investigadors Francis Heylighen y Clément Vidal, de la Free University of Brussels, en el que analitzen la base científica del GTD.

## El GTD avui
Actualment el GTD compta amb milions de seguidors a tot el món. A la xarxa hi ha publicada una immensa quantitat de continguts que tracten específicament sobre GTD, sobretot blogs. El blog de referència de GTD en llengua castellana es segurament Optimainfinito de J.M. Bolívar, que és la persona que disposa dels drets per a impartir a Espanya la formació oficial de GTD homologada per la DAC (la David Allen Company). També són molt destacables els blogs dels membres d'OptimaLab, l'equip de col·laboradors de J. M. Bolívar. En català pràcticament no hi ha cap blog de productivitat personal especialitzat en GTD© a excepció potser del blog de David Torné que, de fet, és bilingüe, en castellà i en català. Els blogs que tracten de GTD també intenten tractar altres temes relacionats amb la productivitat personal (hàbits, competències i capacitats, tècniques concretes, lleis o principis generalment acceptats en la productivitat personal, aplicacions informàtiques per millorar la productivitat personal, etc.). Per altra banda, cal fer notar que els principals llibres de David Allen sobre GTD ("Getting Things Done: The Art of Stress-Free Productivity" [2001] i "Making It All Work: Winning at the Game of Work and the Business of Life" [2009] —una revisió actualitzada de l'anterior—) es solen considerar generalment llibres densos i lents de llegir, fins al punt que, moltes vegades, la primera impressió després d'haver llegit els llibres d'Allen és que el GTD és una metodologia massa complexa com per a dur-se a terme de manera efectiva. De fet la majoria de persones que s'apropen al GTD ho solen fer indirectament, sobretot gràcies als blogs sobre GTD i a guies d'introducció al GTD amb textos més assequibles i que ajuden a assimilar més fàcilment aquesta metodologia d'organització personal. En aquest sentit cal destacar el llibre "Aprende a liberarte del estrés con GTD" [2015] del mateix J.M. Bolívar, possiblement el millor llibre que existeix actualment en llengua castellana sobre GTD. Mentre la comunitat espanyola/hispana de GTD a LinkedIn és relativament activa, la catalana, de moment, és força incipient. Cal destacar també el podcast Aprendiendo GTD, i els comptes de Slack y de Telegram de d'Aprendiendo GTD, que compten amb el suport (i tal vegada supervisió) d'OptimaLab. Recentment (finals del 2020) els responsables d'Aprendiendo GTD han començat a crear a Espanya les primeres comunitats de pràctica de GTD.